# Anna Szczepańska
Anna Szczepańska (ur.: 22 stycznia 1979) – polska brydżystka, Mistrz Międzynarodowy.

## Wyniki brydżowe

### Rozgrywki krajowe
W rozgrywkach krajowych zdobywała następujące lokaty:
| Mistrzowska Majówka | Mistrzowska Majówka | Mistrzowska Majówka | Mistrzowska Majówka |
| Rok                 | Kategoria           | Partner             | Pozycja             |
| ------------------- | ------------------- | ------------------- | ------------------- |
| 2005                | Kobiety             | Ewa Sobolewska      | 1                   |

### Zawody światowe
W światowych zawodach zdobyła następujące lokaty:
| Mistrzostwa Świata. Konkurencja teamów | Mistrzostwa Świata. Konkurencja teamów | Mistrzostwa Świata. Konkurencja teamów | Mistrzostwa Świata. Konkurencja teamów | Mistrzostwa Świata. Konkurencja teamów | Mistrzostwa Świata. Konkurencja teamów |
| Rok                                    | Miejsce                                | Zawody                                 | Kategoria                              | Drużyna                                | Pozycja                                |
| -------------------------------------- | -------------------------------------- | -------------------------------------- | -------------------------------------- | -------------------------------------- | -------------------------------------- |
| 2006                                   | Werona                                 | 12. Mistrzostwa Świata                 | Kobiety                                | Poland                                 | 5                                      |

| Mistrzostwa Świata. Konkurencja par | Mistrzostwa Świata. Konkurencja par | Mistrzostwa Świata. Konkurencja par | Mistrzostwa Świata. Konkurencja par | Mistrzostwa Świata. Konkurencja par | Mistrzostwa Świata. Konkurencja par |
| Rok                                 | Miejsce                             | Zawody                              | Kategoria                           | Partner                             | Pozycja                             |
| ----------------------------------- | ----------------------------------- | ----------------------------------- | ----------------------------------- | ----------------------------------- | ----------------------------------- |
| 2006                                | Werona                              | 12. Mistrzostwa Świata              | Kobiety                             | Ewa Sobolewska                      | 23                                  |
| 1998                                | Lille                               | 10. Mistrzostwa Świata              | Miksty                              | Andrzej Zakrzewski                  | 86                                  |

### Zawody europejskie
W europejskich zawodach zdobyła następujące lokaty:
| Mistrzostwa Europy. Konkurencja Teamów | Mistrzostwa Europy. Konkurencja Teamów | Mistrzostwa Europy. Konkurencja Teamów         | Mistrzostwa Europy. Konkurencja Teamów | Mistrzostwa Europy. Konkurencja Teamów | Mistrzostwa Europy. Konkurencja Teamów |
| Rok                                    | Miejscowość                            | Zawody                                         | Kategoria                              | Team                                   | Pozycja                                |
| -------------------------------------- | -------------------------------------- | ---------------------------------------------- | -------------------------------------- | -------------------------------------- | -------------------------------------- |
| 2006                                   | Warszawa                               | 48. Mistrzostwa Europy Teamów                  | Kobiety                                | Poland                                 | 7                                      |
| 2005                                   | Teneryfa                               | 2. Otwarte Mistrzostwa Europy                  | Miksty                                 | Gromova                                | 9                                      |
| 2005                                   | Teneryfa                               | 2. Otwarte Mistrzostwa Europy                  | Kobiety                                | Poland                                 | 5                                      |
| 1999                                   | Malta                                  | 44. Europejskie Mistrzostwa Teamów             | Kobiety                                | Poland                                 | 7                                      |
| 1998                                   | Wiedeń                                 | 16. Europejskie Młodzieżowe Mistrzostwa Teamów | Młodzież Szkolna                       | Poland                                 | 3                                      |
| 1996                                   | Cardiff                                | 15. Europejskie Młodzieżowe Mistrzostwa Teamów | Młodzież Szkolna                       | Poland                                 | 10                                     |

| Zawody europejskie. Konkurencja par | Zawody europejskie. Konkurencja par | Zawody europejskie. Konkurencja par | Zawody europejskie. Konkurencja par | Zawody europejskie. Konkurencja par | Zawody europejskie. Konkurencja par |
| Rok                                 | Miejsce                             | Zawody                              | Kategoria                           | Partner                             | Pozycja                             |
| ----------------------------------- | ----------------------------------- | ----------------------------------- | ----------------------------------- | ----------------------------------- | ----------------------------------- |
| 2005                                | Teneryfa                            | 2. Otwarte Mistrzostwa Europy       | Kobiety                             | Ewa Sobolewska                      | 24                                  |
| 1999                                | Malta                               | 44. Mistrzostwa Europy Teamów       | Kobiety                             | Katarzyna Michałek                  | 40                                  |
| 1997                                | Montecatini                         | 6. Mistrzostwa Europy Par Kobiet    | Kobiety                             | Aleksandra Kierepka                 | 73                                  |

## Klasyfikacje brydżowe
- Anna Szczepańska – klasyfikacja PZBS
- Anna Szczepańska – klasyfikacja EBL (ang.)
- Anna Szczepańska – klasyfikacja WBF (ang.)